# Нова Центавра 2013
Нова Центавра 2013 (V1369 Cen) — нова зоря у сузір'ї Центавра. Виявлена 2 грудня 2013 року астрономом-аматором Джоном Січем в Австралії, мала видиму зоряну величину 5,5. 14 грудня 2013 досягла величини 3,3  й стала найяскравішою новою третього тисячоліття на земному небосхилі.
У липні 2015 року було повідомлено про виявлення літію в речовині, викинутій із Нової Центавра 2013. Літій було виявлено в системі нової вперше. Кількість виявленого літію була меншою, ніж мільярдна маса Сонця.
На знімку Нової Центаври 2013, зробленому Рольфом Валем Олсеном з Нової Зеландії, видно, що нова має незвичайний рожевий колір. Знімок Олсен зробив 28 грудня, коли яскравість нової зменшилася до величини 4,5. Нова здається рожевою тому, що спостерігається світло від оболонки іонізованого водню, яка випромінює світло як у червоній, так і в синій частині світлового спектру. Це випромінювання й надає новій рожевого кольору[джерело?].